# Quartel de São Fernando (Pontevedra)
O antigo quartel de São Fernando em Pontevedra, é um grande edifício neoclássico do início do século XX localizado no centro de Pontevedra (Espanha), em frente aos Jardins do Doutor Marescot e muito perto da Alameda de Pontevedra.

## História

### A Casa Real da Maestranza
A Casa Real da Maestranza (antecessora do actual quartel de São Fernando) foi construída por Íñigo Melchor Fernández de Velasco, Condestável de Castela e Leão e Capitão-General da Galiza entre 1665 e 1668. Foi construída com pedra proveniente da demolição de casas no bairro de A Moureira, que tinha sido abandonado no final do século anterior. Era um edifício de um andar com quatro alas e um grande pátio central, cuja função inicial era albergar soldados em trânsito durante a guerra com Portugal (1640-1668).
Durante a Guerra da Quádrupla Aliança, após o apoio da Coroa aos Jacobitas, a invasão inglesa de 1719 liderada pelo General Philip Honywood arruinou o edifício, que nessa altura era utilizado como armazém de armas antigas, granadas, bombas, pólvora e alguma artilharia fundida. Após a invasão e capitulação de Pontevedra a 25 de Outubro de 1719, foram realizadas pequenas obras de consolidação, tais como a reparação dos telhados. O edifício ficou tão danificado que os soldados tiveram de ser alojados em diferentes quartéis da cidade.

### O segundo quartel
O município de Pontevedra pediu à casa de Bourbon que reconstruísse a Real Maestranza. Os procedimentos para a reconstrução do quartel começaram com a ordem do Intendente Francisco Salvador de Pineda, para acomodar um esquadrão de cavalaria do Regimento de Montesa. O Ministro da Guerra, o Duque de Montemar, ordenou ao engenheiro militar Antonio Flobert a elaboração dos planos para o novo edifício (conservado no Arquivo Geral de Simancas, na província de Valladolid).
A Real Maestranza começou a ser reconstruída no ano de 1738. A construção desenhada por Antonio Flobert aproveitou as paredes do quartel anterior e da heráldica. O quartel recebeu o nome de São Domingos  e foi posteriormente renovado e ampliado. Em 1790, o quartel serviu de hospital para inválidos no exército. A partir do final do século XVIII, o Regimento de Infantaria da Princesa estava sediado neste quartel. Em 1807, foi dirigido pelo Conde de San Román.

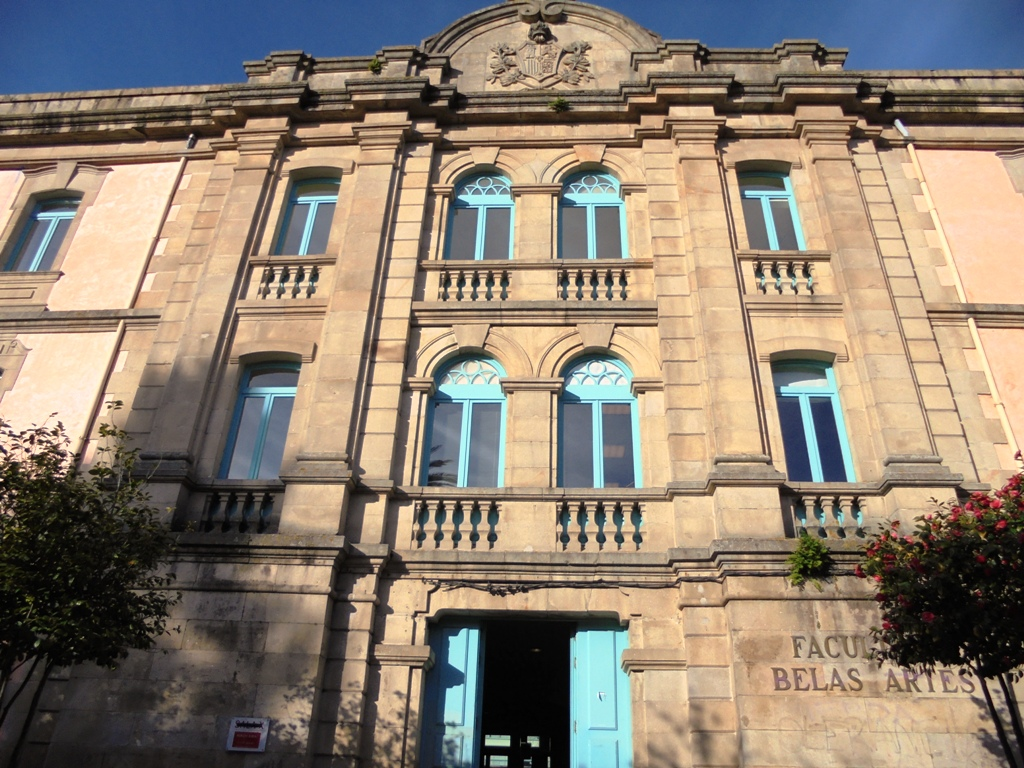
Entrada do antigo quartel

O quartel era também conhecido como Quartel da Cavalaria e Quartel da Cidade de Pontevedra até à segunda metade do século XIX, quando recebeu o seu nome actual de Quartel de São Fernando. Em 1831, a Câmara Municipal de Pontevedra cedeu a propriedade do quartel ao Tesouro Militar, que reconstruiu a sua fachada e o converteu em quartel de Infantaria.

### O atual quartel de San Fernando
No último terço do século XIX, o quartel estava num estado bastante dilapidado e foi decidido demoli-lo para construir um novo edifício para albergar uma guarnição maior. Em 1889, a Câmara Municipal solicitou um subsídio estatal de 200.000 pesetas para a construção de um terceiro quartel, mas só no final do século XIX é que o governo concordou através do Marquês de Riestra (que adiantou 15.000 pesetas). O edifício foi projectado pelo engenheiro militar Bonifacio Menéndez Conde, que manteve uma estrutura semelhante ao quartel anterior, embora a altura tenha sido aumentada e o perímetro tenha sido alargado.
Em Setembro de 1903, foi anunciada a construção do novo quartel e a obra foi leiloada por 800.000 pesetas graças aos esforços do Ministro das Finanças Augusto González Besada. O antigo quartel foi desocupado em Abril de 1904. A 1 de Julho de 1905, o Ministério da Guerra publicou na Gazeta de Madrid o apelo a um leilão público para a demolição, nivelamento do terreno e construção do novo quartel de São Fernando em Pontevedra, que estava previsto para 10 de Agosto. No início de Setembro de 1905, a obra foi confiada ao empreiteiro da cidade Manuel Vázquez Gil. A 14 de Dezembro do mesmo ano, os engenheiros militares encarregados das obras vieram à cidade para elaborar a planta do quartel.
Em Fevereiro de 1906, começaram os trabalhos de alvenaria no novo quartel. Em Outubro de 1908, o engenheiro Bonifacio Menéndez-Conde Riego foi encarregado de inspeccionar as obras, e em Novembro foram supervisionadas no local por Menéndez Conde e pelo seu superior Félix Casuso Solano.
O trabalho no quartel de São Fernando demorou 3 anos e foi concluído em Março de 1909. O quartel custou mais de 600.000 pesetas e foi entregue às autoridades militares numa cerimónia a 14 de Agosto de 1909. A 21 de Agosto, teve início a mudança dos escritórios para o novo quartel. Em Setembro foi aprovado o projecto de abastecimento de água, cuja instalação foi inspeccionada por Daniel de la Sota, e em Outubro de 1909 o orçamento foi atribuído para o efeito.
Em frente à fachada do novo quartel, o Campo do Conde de la Peña del Moro foi redesenhado, acrescentando árvores e jardins e uma rua à entrada do quartel. A rua transversal da Maestranza foi também redesenhada em 1911, com o nome de Rua General Martitegui, após a demolição de algumas casas. No século XX, entre as suas funções militares, o quartel albergava a Companhia n.º 83 da Polícia Militar e a Unidade de Parques e Garagens.
O abandono definitivo do quartel pelos membros das forças armadas teve lugar a 15 de Dezembro de 1992,  numa cerimónia de protocolo militar realizada no grande pátio interior do edifício, na presença de todas as autoridades locais. A propriedade foi entregue ao município de Pontevedra, que a transferiu para a Faculdade Galega de Belas Artes. O projecto de renovação foi confiado ao arquitecto César Portela. A remodelação foi complexa, uma vez que transformou um quartel fechado num espaço aberto e luminoso para o ensino artístico. Durante o processo de remodelação, a Rua Maestranza foi incorporada como uma plataforma de acesso pedonal ao edifício.
Entre Dezembro de 1994 e Janeiro de 1995, foi concluída a reforma do edifício destinado a albergar a Faculdade de Belas Artes. Em 1994, a Faculdade de Belas Artes de Pontevedra, criada em 1990, começou a instalar-se no local.

## Descrição
É um grande edifício rectangular de estilo neoclássico. Tem um rés-do-chão e dois andares superiores, com janelas rectangulares, parapeitos de varanda e lintéis formando aurículas, típicas do século XIX em Pontevedra.

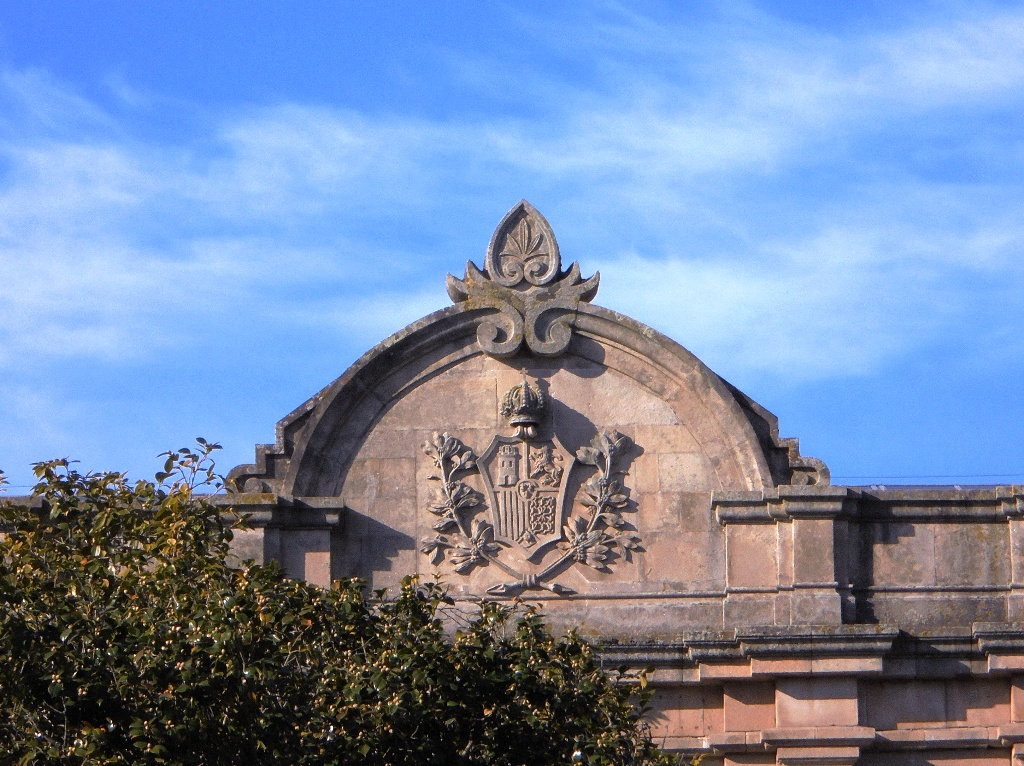
Brasão espanhol no topo do antigo quartel

A parte central da fachada, que determina o carácter institucional do edifício e onde se encontra a porta de entrada, a base, os parapeitos da varanda, os lintéis das janelas e portas, as pilastras e as cornijas são feitos de granito e o resto da parede de alvenaria. A fachada é coroada no topo por um frontão circular encimado por uma forma vegetal (que originalmente serviu de suporte à bandeira), sobre o qual se encontra o brasão de armas de Espanha, também em granito. A simetria total e a continuidade das múltiplas janelas ao longo das fachadas são notáveis, criando um interior luminoso. Na fachada oriental e no grande pátio central, as molduras das janelas de pedra são simples e não decoradas.
Durante a renovação exterior da fachada em 1994, o reboco das paredes onde a alvenaria era visível foi recuperado e a cor goiabada foi-lhe aplicada. No decurso desta remodelação, o arquitecto César Portela optou também por utilizar o verde para as janelas e portas.
No interior do edifício, o grande pátio central, originalmente com 84 metros de comprimento e 40 metros de largura, é notável. Após a remodelação de 1995, o pátio foi transformado num claustro e jardim com choupos, tamarindeiros e vegetação rasteira, preservando o seu carácter de espaço central. Foi-lhe dado um corpo perimetral para circulação sob a forma de galeria de vidro, e um pavilhão cúbico, também de vidro, foi introduzido no interior, contendo os grandes e flexíveis ateliers de escultura, desenho e pintura. Foi também criado um novo piso sob o telhado do edifício existente para albergar a biblioteca, um centro de documentação e informação e outras oficinas, tudo isto com iluminação zenital.

## Galeria

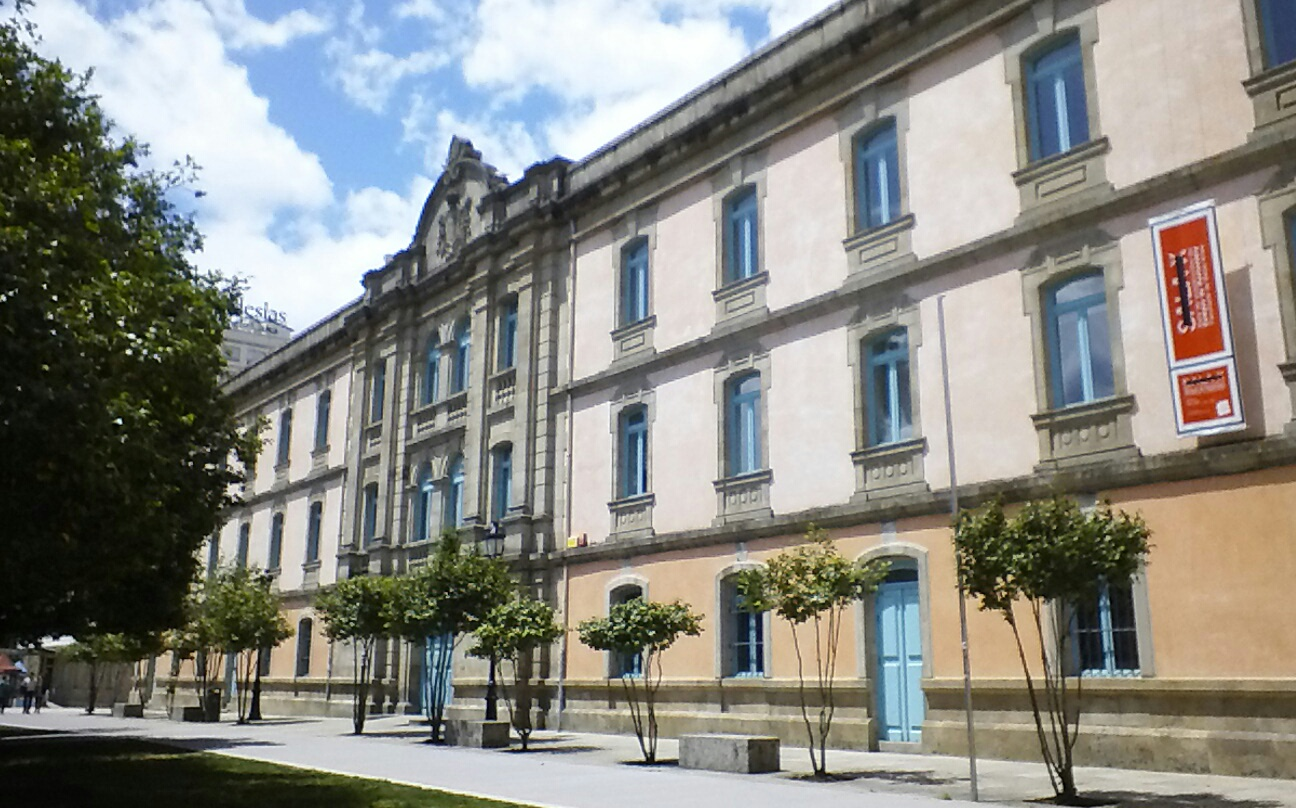
Fachada principal
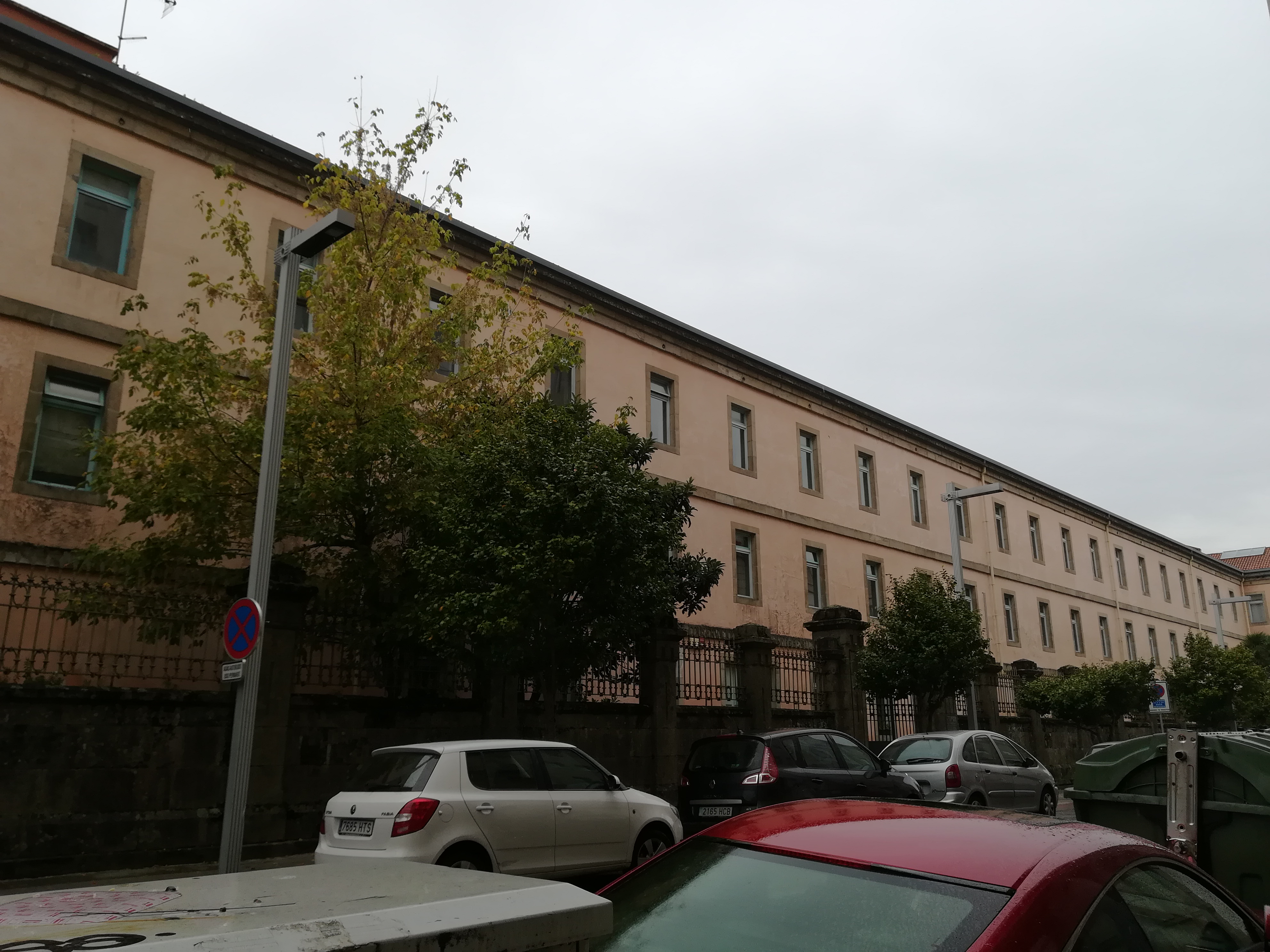
Fachada lateral leste
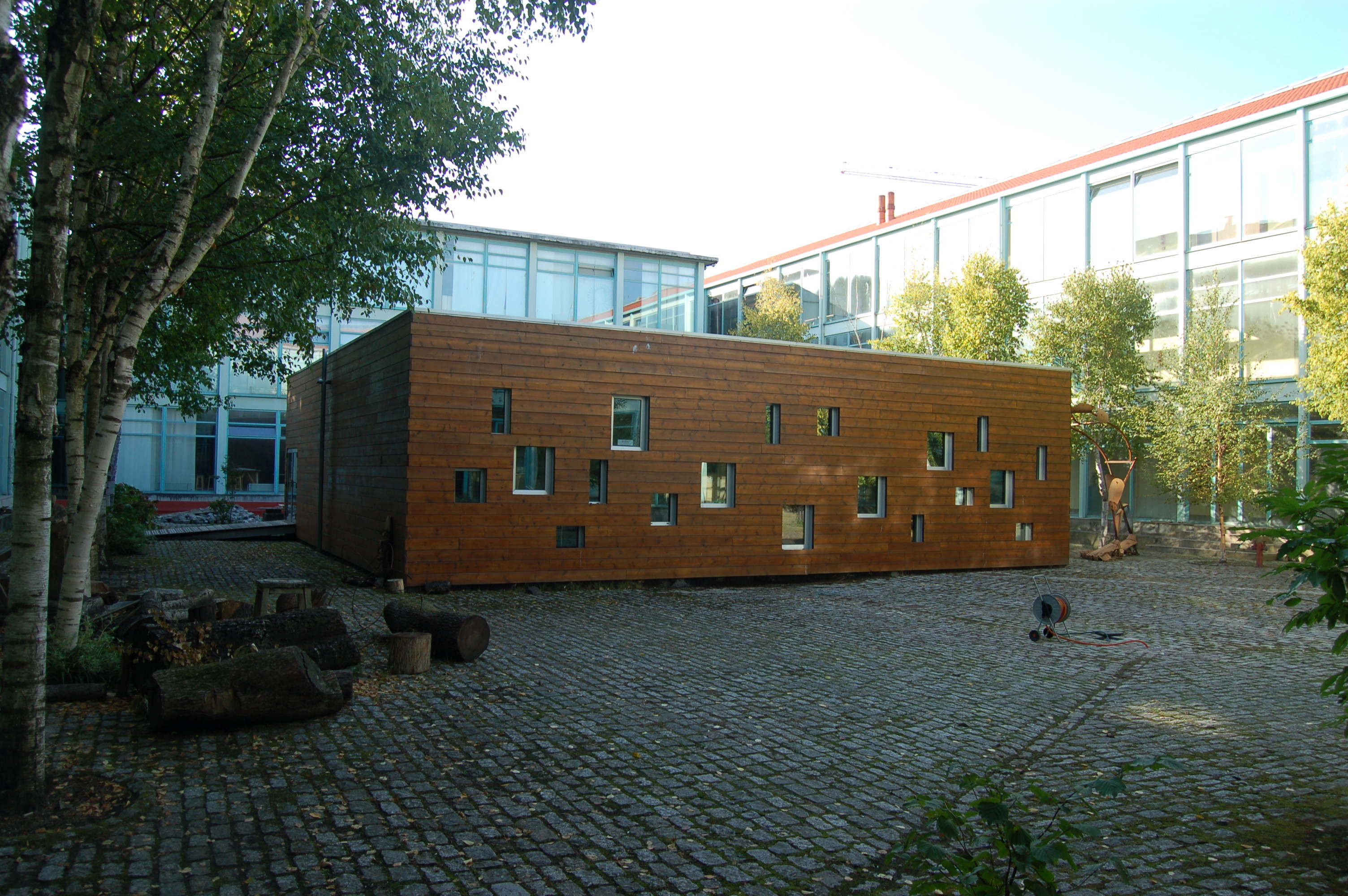
Pátio central
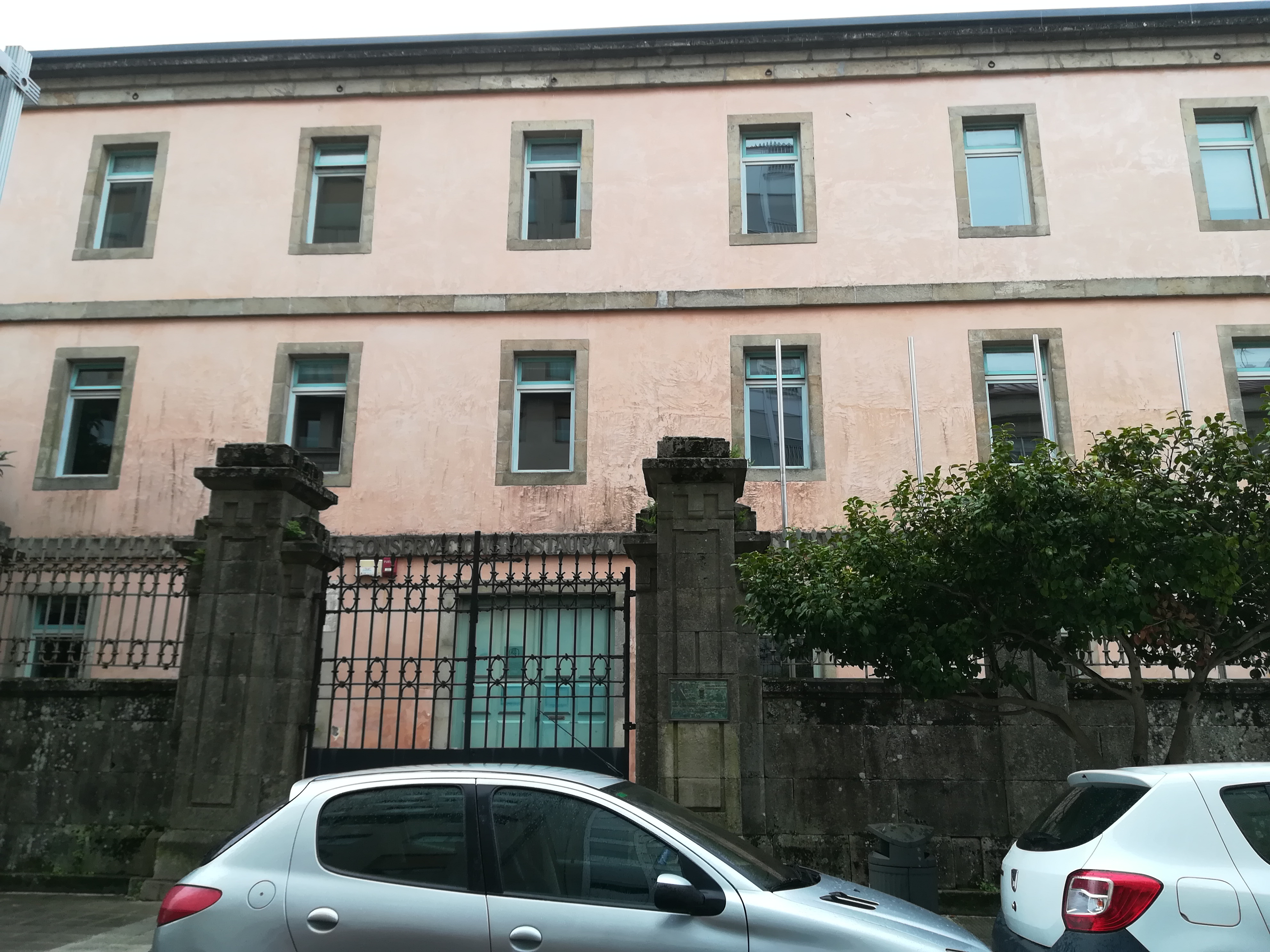
Fachada lateral
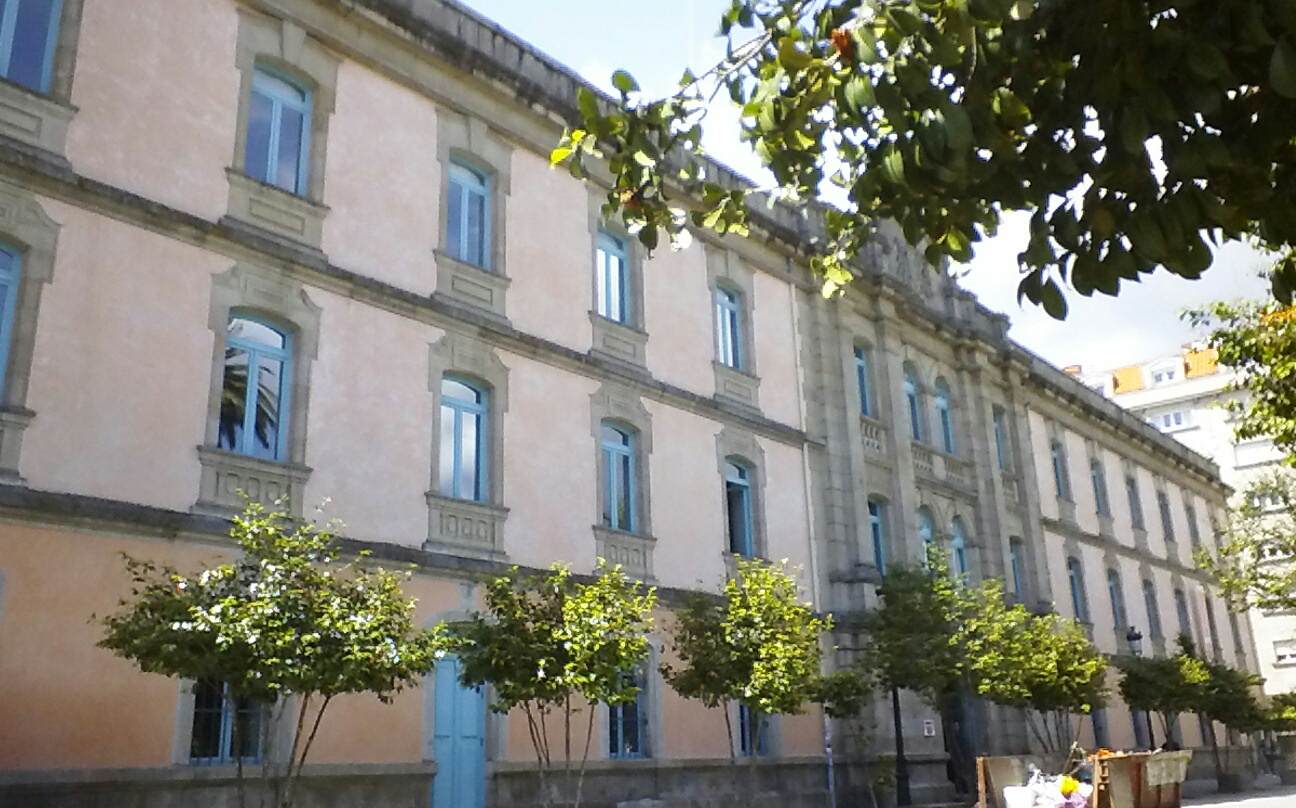
Fachada em frente aos Jardins Marescot

### Artigos relacionados
- Alameda de Pontevedra
- Faculdade de Belas Artes de Pontevedra
- Escola Superior para a Conservação e Restauração de Bens Culturais da Galiza
- Escola secundária Valle-Inclán